# Збірна Квебеку з футболу
Збірна Квебеку з футболу (фр. équipe de soccer officielle du Québec) — офіційна футбольна команда канадської провінції Квебек, не визнана асоціаціями ФІФА та УЄФА. Є членом федерації футбольних асоціацій невизнаних держав і територій КОНІФА.
Головним завданням команди є «...дозволити Квебеку бути представленим на міжнародному рівні, задля популяризації його мови, культури і спадщини через футбол».
Основними спонсорами команди є Товариство Святого Івана Хрестителя у Монреалі та Квебекська партія.